# Place de la Bourse (Bruxelles)
Place de la Bourse (Piazza della Borsa - in olandese: Beursplein) è una piazza di Bruxelles, costruita in collaborazione con la copertura della Senne e l'installazione dei viali centrali. La Borsa di Bruxelles si trova sulla piazza.

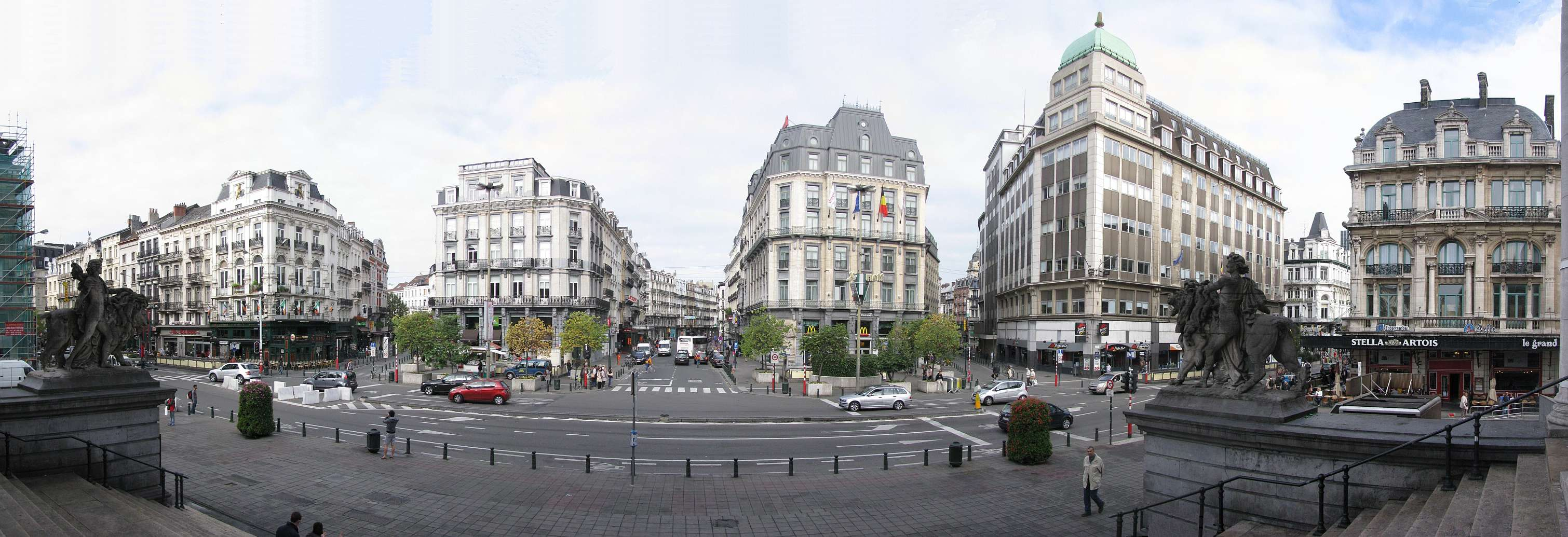
Place de la Bourse e Boulevard Anspach.

Dall'inizio del secolo, la piazza è stata uno dei punti più sensibili della città. Nel 1957, ad esempio, non meno di 32 linee di tram attraversavano l'edificio della Borsa e oggi quasi tutti gli eventi importanti in questa piazza sfilano ancora. Ad esempio, fino al 2015, è stato il punto di partenza e di fine di The Belgian Pride.
Dal 18 luglio 2015, Place de la Bourse, con Boulevard Anspach, è stata totalmente vietata alle auto su iniziativa del municipio di Bruxelles a quel tempo, tra cui Els Ampe, assessore per la mobilità.
Dopo gli attentati di Bruxelles del 22 marzo 2016, la piazza è stata utilizzata come luogo di memoria.